# 東洋証券
東洋証券株式会社（とうようしょうけん）は、東京都中央区八丁堀4-7-1に本店を置く日本の証券会社。アイザワ證券、岩井コスモ証券、丸三証券、水戸証券、いちよし証券、極東証券と並ぶ、中堅証券会社に位置づけられる。

## 概要
1916年（大正5年）広島県呉市で創業した経緯から、中国地方を中心として展開してきたた証券会社だったが、1967年の高井証券（1894年創業）合併により東京に進出し、全国展開を果たした。「中国株の東洋証券」と呼ばれ、中国市場に非常に強い力をもつことでもよく知られる。2016年（平成28年）、創業100周年を迎えた。

## 沿革
- 1916年（大正5年）12月 - 広島県呉市に証券業を目的とする斉藤商店を創業。
- 1934年（昭和9年）4月1日 - 廣島証券商事株式会社設立。
- 1947年（昭和22年）7月 -　商号を廣島証券株式会社に変更。
- 1951年（昭和26年）7月 - 洋証商事株式会社設立(特別清算)。
- 1967年（昭和42年）3月 - 高井証券株式会社を合併し、商号を廣島高井証券株式会社に変更。
- 1971年（昭和46年）12月 - 商号を現社名の東洋証券株式会社に変更。
- 1976年（昭和51年）3月 - 福岡証券取引所の正会員に加入。
- 1978年（昭和53年）10月 - 名古屋証券取引所の正会員に加入。
- 1979年（昭和54年）10月 - 大阪証券取引所の正会員権取得。
- 1983年（昭和58年）10月 - 株式会社東洋ファイナンス設立。
- 1986年（昭和61年）
  - 6月3日 - 東京証券取引所、大阪証券取引所、広島証券取引所に上場。
  - 10月 - ロンドンに現地法人東洋証券ヨーロッパ株式会社設立(清算)。
- 1987年（昭和62年）12月 - 香港に現地法人東洋証券亜洲有限公司設立(現　連結子会社)。
- 1988年（昭和63年）12月 - 東洋サプライ株式会社設立(清算)。
- 1989年（平成元年）4月 - 東京金融先物取引所会員に加入。
- 1997年（平成9年）11月 - 日本初の単位型中国株式投資信託「東洋チャイナファンド」を募集・設定。
- 1998年（平成10年）6月 - 横浜市の不二証券株式会社より営業全部譲受。
- 1999年（平成11年）10月 - オンライン取引開始。
- 2000年（平成12年）1月 - 株式会社東洋ファイナンスが東洋キャピタル株式会社に商号を変更(清算)。
- 2008年（平成20年）11月 - 日本初の元建て債券の公募投信「中国元建債・香港株オープン（愛称・元ちゃん）」を募集・設定。
- 2016年（平成28年）12月 - 創業100周年を迎える。女優の檀れいを起用し、CMや記念セミナーなどを全国で開催。
- 2018年（平成30年）10月 - 米国株式の乗り換え取引を勧誘する際に、顧客に売却株式の損失額を過少に伝えるなどしていたとして、証券取引等監視委員会は同社を行政処分するよう金融庁に勧告した[3]。
- 2019年（令和元年）12月 - 台湾の準大手証券会社、華南永昌綜合證券股份有限公司（華南永昌証券）との業務提携を開始。証券取引業務の相互支援や地域経済・証券市場に関する情報交換、アナリスト等役職員の相互訪問などを通じたアジア市場開拓が目的。
- 2024年（令和6年）6月26日 - 同日開催の株主総会で諮る予定だった社長の桑原理哲の再任案を株主総会開催直前で撤回し、退任[4]。後任として、執行役員営業企画部担当の小川憲洋が就任した[1]。

## グループ企業
- 東洋証券亜洲有限公司